# Cryptocotyle lingua
Cryptocotyle lingua är en plattmaskart som först beskrevs av Creplin 1825.  Cryptocotyle lingua ingår i släktet Cryptocotyle och familjen Heterophyidae. Arten är reproducerande i Sverige. Inga underarter finns listade i Catalogue of Life.